# Ác quỷ đội lốt
Ác quỷ đội lốt (tiếng tiếng Hàn: 악마를 보았다; Hanja: 惡魔를 보았다; Romaja: Akmareul boatda; tiếng Anh: I Saw the Devil) là một bộ phim hành động giật gân năm 2010 của Hàn Quốc, do Kim Jee-woon đạo diễn và Park Hoon-jung chắp bút phần kịch bản. Với sự tham gia diễn xuất của Lee Byung-hun và Choi Min-sik, phim xoay quanh một cuộc trả thù đẫm máu và nước mắt sau khi hôn thê của đặc vụ Cơ quan Tình báo Trung ương Hàn Quốc Kim Soo-hyun (Lee) bị sát hại dã man bởi kẻ giết người hàng loạt Jang Kyung-chul (Choi). Qua từng giai đoạn của cuộc báo thù, nỗi mất mát trong Soo-hyun ngày càng to lớn và chính bản thân anh cũng dần bán đi linh hồn cho quỷ dữ. Ác quỷ đội lốt được công chiếu lần đầu tại Liên hoan phim Sundance 2011 và có một suất chiếu tại rạp hạn chế tại Hoa Kỳ.
Ác quỷ đội lốt là tác phẩm đầu tiên mà nam diễn viên Choi Min-sik đảm nhận vai chính, kể từ khi Hàn Quốc thay đổi hệ thống hạn ngạch điện ảnh.

## Nội dung
Vào một đêm nọ, tài xế xe buýt học đường Jang Kyung-chul bắt gặp một người phụ nữ mang thai tên Jang Joo-yun rồi đề nghị sửa lốp xe bị xẹp giùm cô ấy. Sau khi đánh Joo-yun bất tỉnh, Kyung-chul giết chết cô bằng một chiếc máy chém tại nhà riêng của hắn ta, rồi ném các bộ phận của cái xác xuống một con suối. Khi một cậu bé phát hiện ra lỗ tai của Joo-yun thì lực lượng cảnh sát, dẫn đầu bởi Đội trưởng Oh và Cảnh sát trưởng Jang (bố của Joo-yun), đã đến hiện trường ngay lập tức để tìm kiếm thi thể nạn nhân. Hôn phu của Joo-yun, Kim Soo-hyun - một đặc vụ thuộc Cục Tình báo Quốc gia - cũng có mặt tại đó và thề sẽ trả thù kẻ đã gây ra tội ác. Soo-hyun xác định được bốn kẻ tình nghi thông qua Cảnh sát trưởng Jang, rồi bắt đầu tra tấn và thẩm vấn hai tên trong số chúng. Khi khám xét nhà của nghi phạm thứ ba là Kyung-chul thì Soo-hyun tìm thấy chiếc nhẫn đính hôn của Joo-yun, từ đó chứng minh rằng Kyung-chul đích thị là hung thủ.
Một thời gian sau, Kyung-chul đưa một nữ sinh về nhà và tấn công tình dục cô bé, song Soo-hyun xuất hiện kịp thời rồi đánh hắn ta bất tỉnh. Thay vì giết Kyung-chul và kết thúc mọi chuyện, Soo-hyun lại quyết định nhét thiết bị theo dõi GPS xuống cổ họng tên sát nhân, cho phép Soo-hyun xác định vị trí cũng như nghe lén các cuộc trò chuyện của hắn ta. Sau khi tỉnh dậy, Kyung-chul đi dọc theo con đường và được một chiếc taxi (đang chở một hành khách) cho đi nhờ. Khi vào xe, Kyung-chul đoán ra rằng tài xế cùng gã hành khách thực chất là hai tên cướp định sát hại mình nên hắn đã tấn công phủ đầu và giết cả hai, rồi sau đó tìm thấy thi thể của người tài xế thật trong cốp xe. Kyung-chul ném cả ba cái xác vào một khu rừng, sau đó lái đến một thị trấn nhỏ và hãm hiếp một nữ y tá. Soo-hyun lần ra vị trí của tên sát nhân, đánh đập và cắt đứt gân Achilles của Kyung-chul trước khi thả hắn ra một lần nữa.
Căm phẫn vì không hiểu chuyện gì đang xảy ra, Kyung-chul tạt qua nhà người bạn Tae-joo, cũng là một tên tâm thần thích ăn thịt người. Sau khi giải thích cặn kẽ tình hình của mình cho Tae-joo nghe, Tae-joo nhận định rằng kẻ truy đuổi Kyung-chul nhất định là thân nhân của một trong những người mà hắn ta sát hại. Ngay lúc đó, Soo-hyun đến và cùng lúc hạ gục hai tên giết người cùng với bạn gái của Tae-joo là Se-jung. Ngày hôm sau, Tae-joo và Se-jung bị cảnh sát bắt rồi đưa đến bệnh viện, trong khi cấp dưới thân cận của Soo-hyun thì sắp xếp để Soo-hyun cùng Kyung-chul trốn thoát khỏi cảnh sát và được trị thương tại một cơ sở riêng biệt. Kyung-chul, lúc này vẫn chưa tỉnh táo, nghe thấy Soo-hyun cùng người cấp dưới nhắc đến thiết bị theo dõi. Soo-hyun quyết định thả Kyung-chul một lần nữa, nhưng sau đó hắn ta đã vượt mặt Soo-hyun bằng cách lấy thiết bị theo dõi ra khỏi cơ thể, đồng thời còn cắt cổ một dược sĩ. Soo-hyun lập tức vào phòng bệnh của Tae-joo để tra hỏi hắn, đồng thời biết rằng Kyung-chul đang truy lùng Cảnh sát trưởng Jang cùng cô con gái khác của ông là Jang Se-yun. Anh điên cuồng phóng xe đến nhà bố vợ mình, nhưng Kyung-chul đã đến trước rồi tấn công Cảnh sát trưởng Jang và Se-yun một cách tàn nhẫn. Ngay sau đó, Kyung-chul ra đầu thú cảnh sát hòng thoát khỏi sự săn đuổi của Soo-hyun. Những tưởng như Kyung-chul đã thoát khỏi mọi chuyện, song Soo-hyun lại nhanh chóng lái xe đến rồi bắt Kyung-chul ngay trước mắt cảnh sát. Anh đưa Kyung-chul đến nhà riêng của hắn rồi trói tên sát nhân bên dưới chiếc máy chém mà y dùng để giết người. Sau khi tra khảo hắn ta, Soo-hyun rời khỏi căn nhà và phó mặc cho tử thần định đoạt số phận của tên sát nhân. Con trai Kyung-chul cùng bố mẹ già của hắn, những người mà hắn đã bỏ rơi một thời gian trước, mở cửa rồi bước vào căn nhà. Khi ấy, lưỡi đao của máy chém rơi xuống và đầu của tên sát nhân lăn xuống chân họ. Sau khi biết Kyung-chul đã chết, Soo-hyun, lúc này đang nghe cuộc trò chuyện thông qua thiết bị theo dõi, bước đi thẫn thờ và bắt đầu bật khóc, cảm nhận được cái giá quá đắt khi báo thù.

## Diễn viên
- Lee Byung-hun trong vai Kim Soo-hyun, một đặc vụ của Cục Tình báo Quốc gia[6]
- Choi Min-sik trong vai Jang Kyung-chul, một tài xế xe buýt và kẻ giết người hàng loạt
- Oh San-ha trong vai Jang Joo-yun, vợ sắp cưới của Soo-hyun
- Jeon Gook-hwan trong vai Cảnh sát trưởng Jang, bố của Joo-yun
- Kim Yoon-seo trong vai Jang Se-yun, em gái của Joo-yun
- Chun Ho-jin trong vai Đội trưởng Oh, người đứng đầu lực lượng cảnh sát
- Choi Moo-sung trong vai Tae-joo, bạn của Kyung-chul
- Kim In-seo trong vai Se-jung, bạn gái của Tae-joo
- Yoon Chae-young trong vai Han Song-yi, y tá
- Nam Bo-ra trong vai con gái của Đội trưởng Oh

## Phiên bản ra rạp
Ủy ban đánh giá truyền thông Hàn Quốc đã buộc Kim phải cắt một số cảnh của tác phẩm để phát hành tại rạp vì phản đối tính bạo lực của chúng. Ác quỷ đội lốt đã bị xếp loại "Hạn chế" hai lần, làm cho tác phẩm không thể phát hành tại các rạp phim, chiếu trên video tại gia hay thậm chí là cả quảng cáo. Phim đã bị cắt tám cảnh, với tổng thời lượng từ tám đến chín mươi giây.

## Phát hành
Ác quỷ đội lốt ra rạp tại Hàn Quốc vào ngày 12 tháng 8 năm 2010. Bộ phim được công chiếu lần đầu tại Liên hoan phim Sundance 2011 vào ngày 21 tháng 1 năm 2011. Ngoài ra, tác phẩm cũng được ra mắt tại một số liên hoan phim quốc tế khác, bao gồm Liên hoan phim Fantasporto, Liên hoan phim quốc tế Toronto, Liên hoan phim Sitges, Liên hoan phim San Sebastian và Liên hoan phim London Hàn Quốc.
Quyền phân phối phim ở Bắc Mỹ đã được mua lại bởi Magnet Releasing, sau đó hãng này đã phát hành Ác quỷ đội lốt một cách giới hạn vào ngày 4 tháng 3 năm 2011. Optimum Releasing chịu trách nhiệm phân phối phim ở Vương quốc Anh.

### Đánh giá chuyên môn
Trang web tổng hợp Rotten Tomatoes đã cho bộ phim lượng đồng thuận 81% dựa trên 83 bài đánh giá, với điểm trung bình có trọng số là 7,13/10. Giới phê bình trên đấy đồng thuận rằng "Không bao giờ e ngại trong các phân cảnh ngày càng trụy lạc [...] đây là một bộ phim giật gân hấp dẫn sẽ đem lại sự hài lòng cho những khán giả yêu thích sự trả thù được thúc đẩy bằng cơn phẫn nộ ngất trời". Trên Metacritic, bộ phim nhận được "những đánh giá nói chung thuận lợi", với điểm trung bình là 67/100.
Tạp chí Rolling Stone đã xếp Ác quỷ đội lốt vào top 20 "những bộ phim đáng sợ nhất mà bạn chưa từng xem".

## Giải thưởng và đề cử
| Giải thưởng                                          | Hạng mục                           | Đề cử cho                                      | Kết quả   |
| ---------------------------------------------------- | ---------------------------------- | ---------------------------------------------- | --------- |
| Giải thưởng Điện ảnh châu Á                          | Dựng phim hay nhất                 | Nam Na-yeong                                   | Đoạt giải |
| Giải thưởng Điện ảnh châu Á                          | Quay phim xuất sắc nhất            | Lee Mo-gae                                     | Đề cử     |
| Austin Film Critics Association                      | Phim nói tiếng nước ngoài hay nhất | Ác quỷ đội lốt                                 | Đoạt giải |
| Austin Film Critics Association                      | Phim hay nhất                      | Ác quỷ đội lốt                                 | Đề cử     |
| Blue Dragon Film Awards                              | Nam diễn viên chính xuất sắc nhất  | Lee Byung-hun                                  | Đề cử     |
| Blue Dragon Film Awards                              | Quay phim xuất sắc nhất            | Lee Mo-gae                                     | Đoạt giải |
| Blue Dragon Film Awards                              | Chỉ đạo nghệ thuật xuất sắc nhất   | Cho Hwa-sung                                   | Đề cử     |
| Blue Dragon Film Awards                              | Nhạc phim hay nhất                 | Mowg                                           | Đoạt giải |
| Blue Dragon Film Awards                              | Giải Technical                     | Jeong Do-an, Lee Hee-kyung (Hiệu ứng đặc biệt) | Đề cử     |
| 2011 Baeksang Arts Awards                            | Grand Prize (Daesang)              | Lee Byung-hun                                  | Đoạt giải |
| 2011 Baeksang Arts Awards                            | Nam diễn viên chính xuất sắc nhất  | Lee Byung-hun                                  | Đề cử     |
| Brussels International Festival of Fantasy Film      | Golden Raven                       | Ác quỷ đội lốt                                 | Đoạt giải |
| Central Ohio Film Critics Association                | Phim nói tiếng nước ngoài hay nhất | Ác quỷ đội lốt                                 | Đề cử     |
| Fangoria Chainsaw Awards                             | Phim nói tiếng nước ngoài hay nhất | Ác quỷ đội lốt                                 | Đề cử     |
| Fangoria Chainsaw Awards                             | Nam diễn viên chính xuất sắc nhất  | Choi Min-sik                                   | Đề cử     |
| Liên hoan phim Fantasporto                           | Phim hay nhất                      | Ác quỷ đội lốt                                 | Đoạt giải |
| Liên hoan phim Fantasporto                           | Đạo diễn xuất sắc nhất             | Kim Jee-woon                                   | Đoạt giải |
| Fright Meter Awards                                  | Phim kinh dị hay nhất              | Ác quỷ đội lốt                                 | Đề cử     |
| Fright Meter Awards                                  | Đạo diễn xuất sắc nhất             | Kim Jee-woon                                   | Đoạt giải |
| Grand Bell Awards                                    | Phim hay nhất                      | Ác quỷ đội lốt                                 | Đề cử     |
| Grand Bell Awards                                    | Nam diễn viên chính xuất sắc nhất  | Lee Byung-hun                                  | Đề cử     |
| Grand Bell Awards                                    | Nam diễn viên chính xuất sắc nhất  | Choi Min-sik                                   | Đề cử     |
| Grand Bell Awards                                    | Quay phim xuất sắc nhất            | Lee Mo-gae                                     | Đề cử     |
| Grand Bell Awards                                    | Bố trí ánh sáng xuất sắc nhất      | Oh Seung-chul                                  | Đoạt giải |
| Grand Bell Awards                                    | Thiết kế phục trang xuất sắc nhất  | Kwon Yu-jin                                    | Đề cử     |
| Gérardmer Film Festival                              | Giải Khán giả                      | Ác quỷ đội lốt                                 | Đoạt giải |
| Gérardmer Film Festival                              | Giải Phê bình                      | Kim Jee-woon                                   | Đoạt giải |
| Gérardmer Film Festival                              | Giải thưởng lớn đặc biệt           | Kim Jee-woon                                   | Đoạt giải |
| Gérardmer Film Festival                              | Youth Jury Grand Prize             | Ác quỷ đội lốt                                 | Đoạt giải |
| Houston Film Critics Society Awards                  | Phim nói tiếng nước ngoài hay nhất | Ác quỷ đội lốt                                 | Đoạt giải |
| Scream Awards                                        | Phim kinh dị hay nhất              | Ác quỷ đội lốt                                 | Đề cử     |
| Scream Awards                                        | Phản diện xuất sắc nhất            | Choi Min-sik                                   | Đề cử     |
| Scream Awards                                        | Phim độc lập hay nhất              | Kim Jee-woon                                   | Đề cử     |
| St. Louis Film Critics Association Awards            | Phim nói tiếng nước ngoài hay nhất | Ác quỷ đội lốt                                 | Đề cử     |
| Washington D.C. Area Film Critics Association Awards | Phim nói tiếng nước ngoài hay nhất | Ác quỷ đội lốt                                 | Đề cử     |

## Phương tiện tại gia
Phim được phát hành DVD dưới dạng bộ ba đĩa tại Hàn Quốc vào ngày 29 tháng 3 năm 2011, bao gồm cả phiên bản chiếu rạp của Hàn Quốc và phiên bản quốc tế. DVD và Blu-ray của phim ở thị trường Hoa Kỳ và Canada được phát hành vào ngày 10 tháng 5 năm 2011.

## Thông tin bên lề
- Ek Villain, một nhà phê bình phim Bollywood năm 2014 cho biết nguồn cảm hứng của ông đến từ bộ phim Ác quỷ đội lốt.[18]
- Có thông tin cho rằng khái niệm cấy thiết bị theo dõi (GPS + máy phát âm thanh) và lần theo kế hoạch từ bộ phim này đã được áp dụng trong tác phẩm ngôn ngữ Tamil Thani Oruvan của Ấn Độ năm 2015.[19]